# Kim Long (Châu Đức)
Kim Long is een thị trấn en in het district Châu Đức, een van de districten in de Vietnamese provincie Bà Rịa-Vũng Tàu. Een belangrijke verkeersader is de Quốc lộ 56. Deze weg verbindt de Quốc lộ 1A met Bà Rịa.